# Francisco João Silota
Francisco João Silota MAfr (Zuoya, 17 de junho de 1941) é um ministro moçambicano e bispo católico romano emérito de Chimoio.
Francisco João Silota ingressou na Congregação dos Padres Brancos e foi ordenado sacerdote em 11 de agosto de 1974.
A 18 de Janeiro de 1988, o Papa João Paulo II nomeou-o Bispo Auxiliar da Beira e Bispo Titular de Musti. A ordenação episcopal doou-lhe o Arcebispo da Beira, Jaime Pedro Gonçalves, a 26 de Junho do mesmo ano; Os co-consagradores foram Paulo Mandlate SSS, Bispo de Tete, e Bernardo Filipe Governo OFMCap, Bispo de Quelimane.
Em 19 de novembro de 1990 foi nomeado Bispo de Chimoio. Foi também Presidente da Conferência Episcopal Moçambicana de 1993 a 2002. O Papa Francisco aceitou sua aposentadoria em 2 de janeiro de 2017.